# Basilica of St. Michael the Archangel

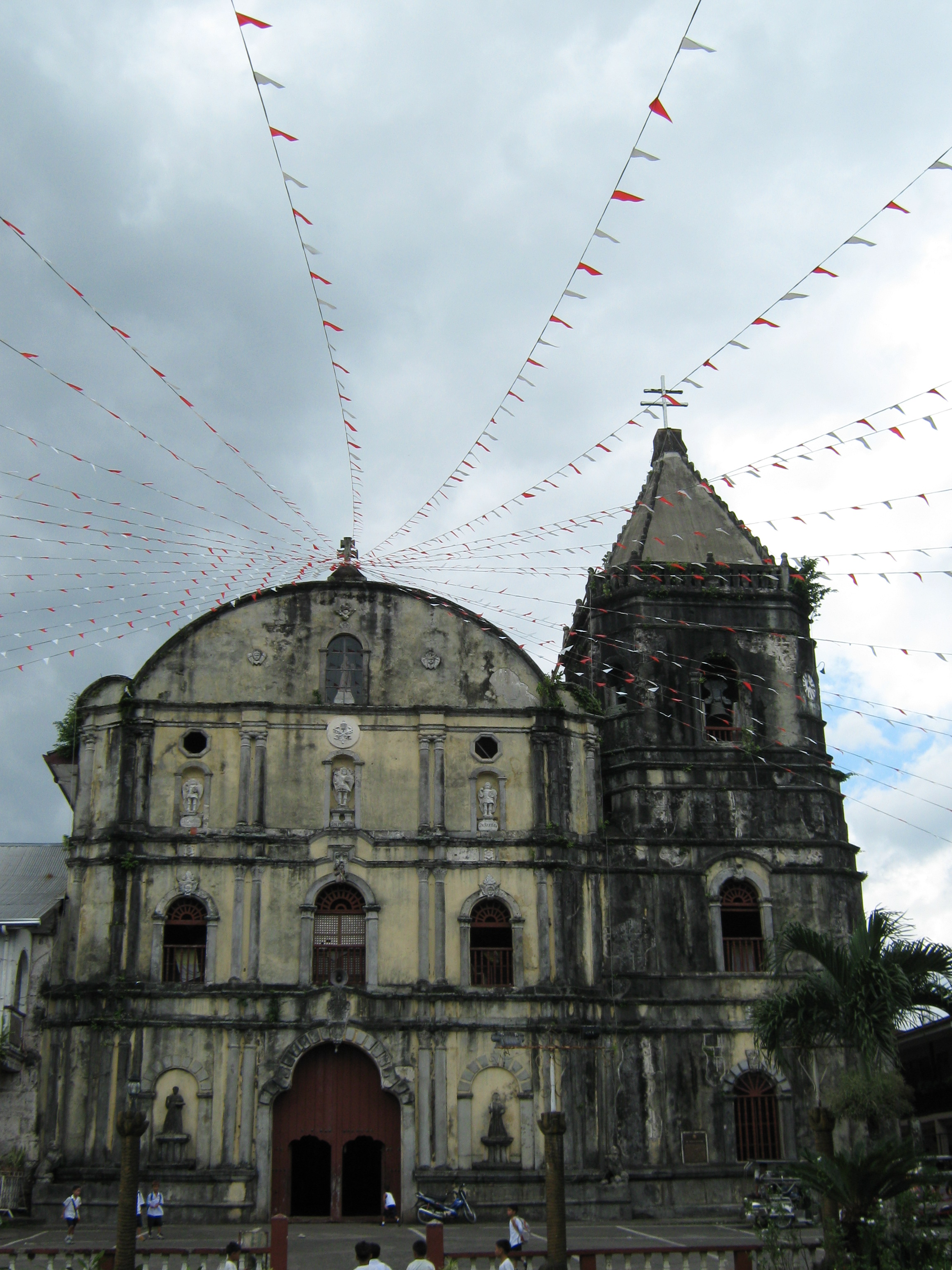
Die Basilica of St. Michael the Archangel

Die Basilica of St. Michael the Archangel (tagalog: Basilika Menor ng San Miguel Arkanghel) ist eine Basilica minor der Römisch-katholischen Kirche im Bistum Lucena auf den Philippinen. Sie steht an der General Luna Street in Tayabas City.

## Geschichte
Der erste Kirchenbau in Tayabas entstand 1585, er wurde aus Holz, mit einem Dach aus Nipapalmblättern, errichtet und dem Erzengel Michael geweiht. Nach Beschädigungen und Rekonstruktion 1590 beschloss man im Jahr 1600 den Bau einer Kirche aus Stein. Diese wurde beim großen Erdbeben von 1743 zerstört und einige Jahre später größer als zuvor in der heutigen Gestalt wiederaufgebaut. Anfang des 19. Jahrhunderts wurde die Kirche mit der ersten Kirchturmuhr in Asien versehen. Diese hat einen Durchmesser von ca. 1,50 Metern, ihre Gewichte sind 70 Kilogramm schwer. Die ursprünglich aus Dachpfannen erstellte Dachkonstruktion wurde 1894 durch eine widerstandsfähigere Unterkonstruktion aus Metall verstärkt. Papst Johannes Paul II. verlieh der Michaelskirche am 21. Januar 1989 den Titel einer Basilica minor.
Seit dem Jahr 2000 werden aufwendige Restaurierungsarbeiten in der Kirche durchgeführt.

## Bedeutung der Kirche
Die Basilica of St. Michael the Archangel ist eines der ältesten Kirchengebäude auf dem Territorium der Philippinen. Sie wurde im  Baustil des Rokoko aus Backstein errichtet und mit Korallen verkleidet. Sie gehört zu den bekanntesten Kirchen der Philippinen.

## Galerie

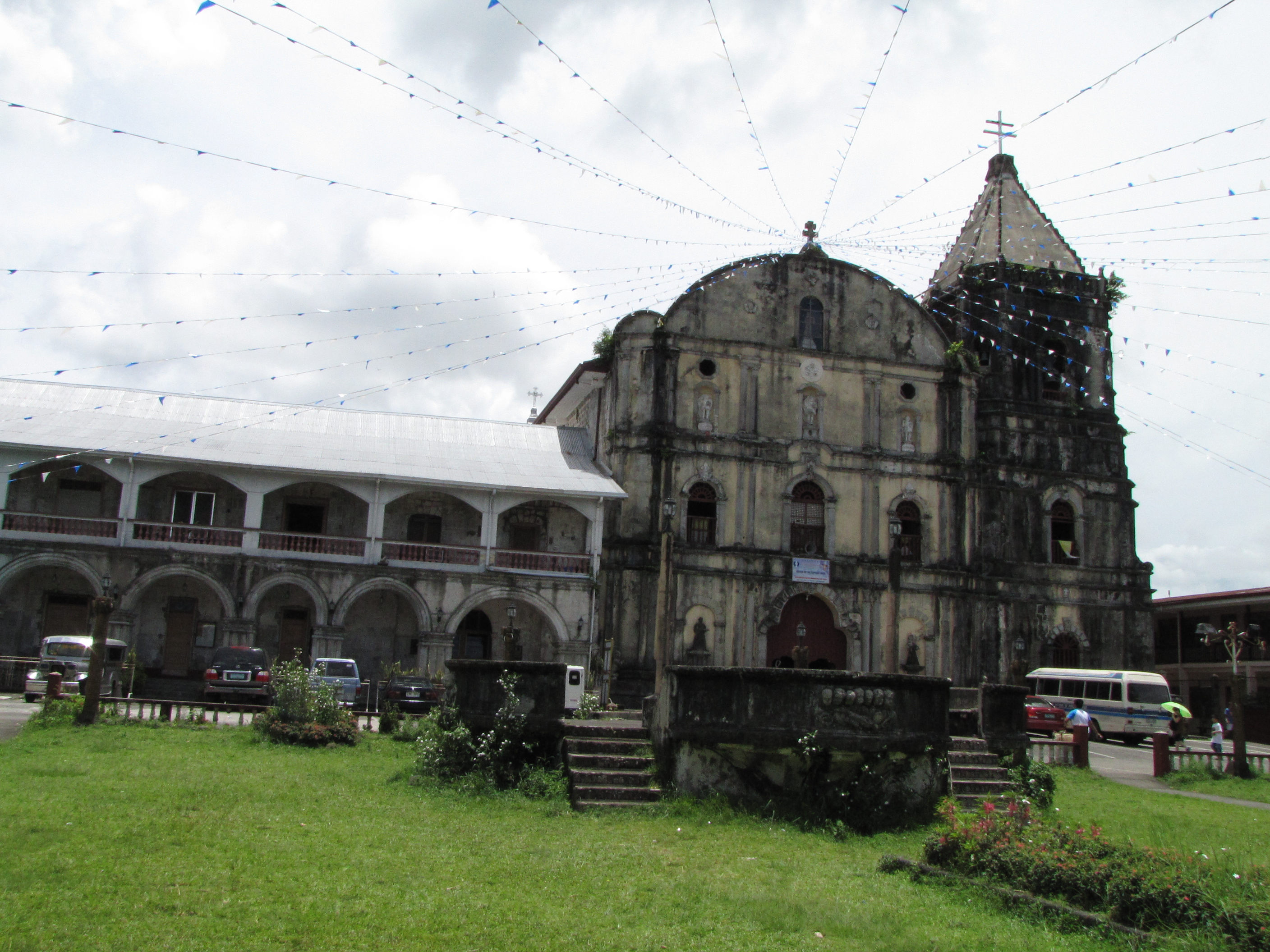
Frontansicht der Basilika
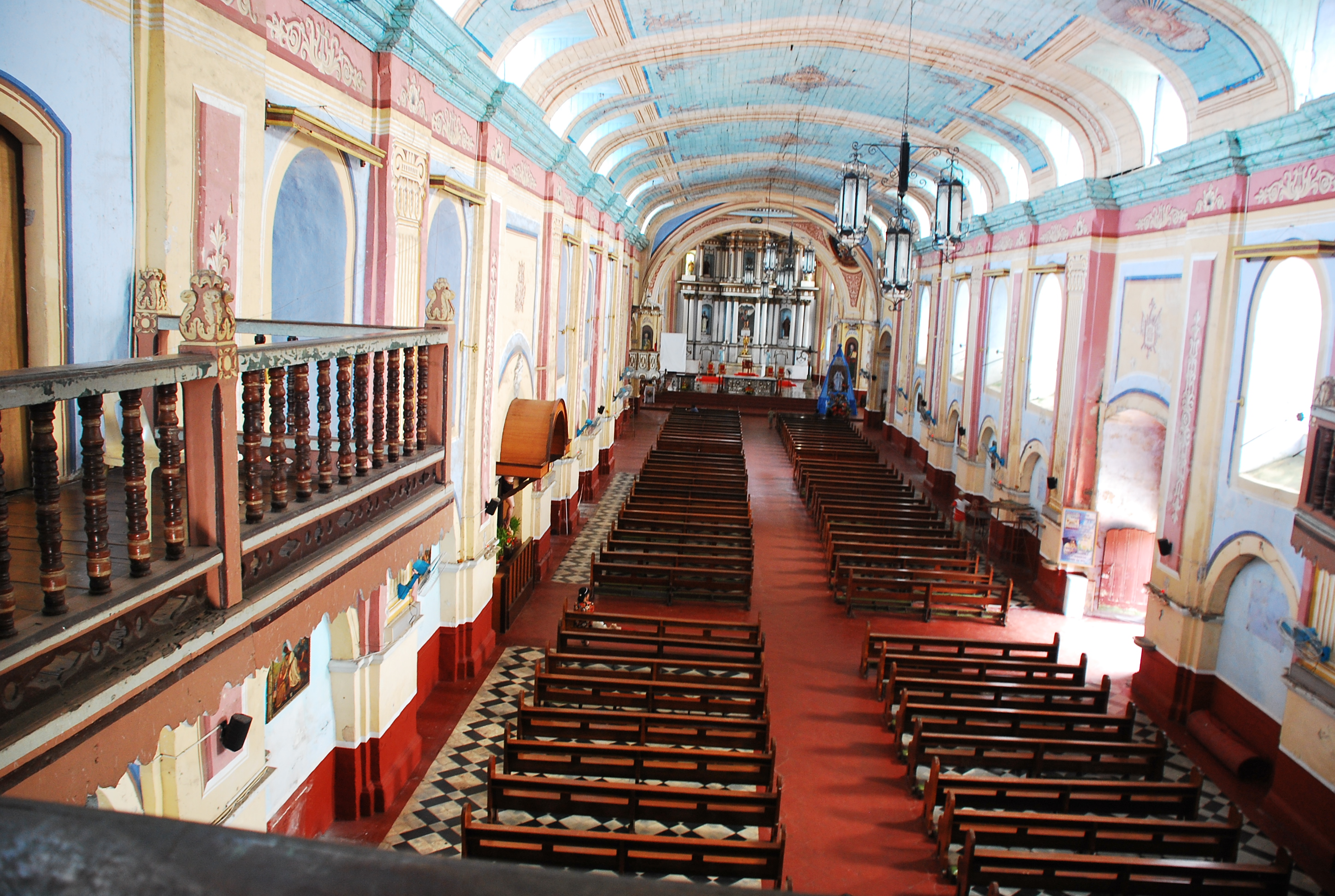
Chorraum
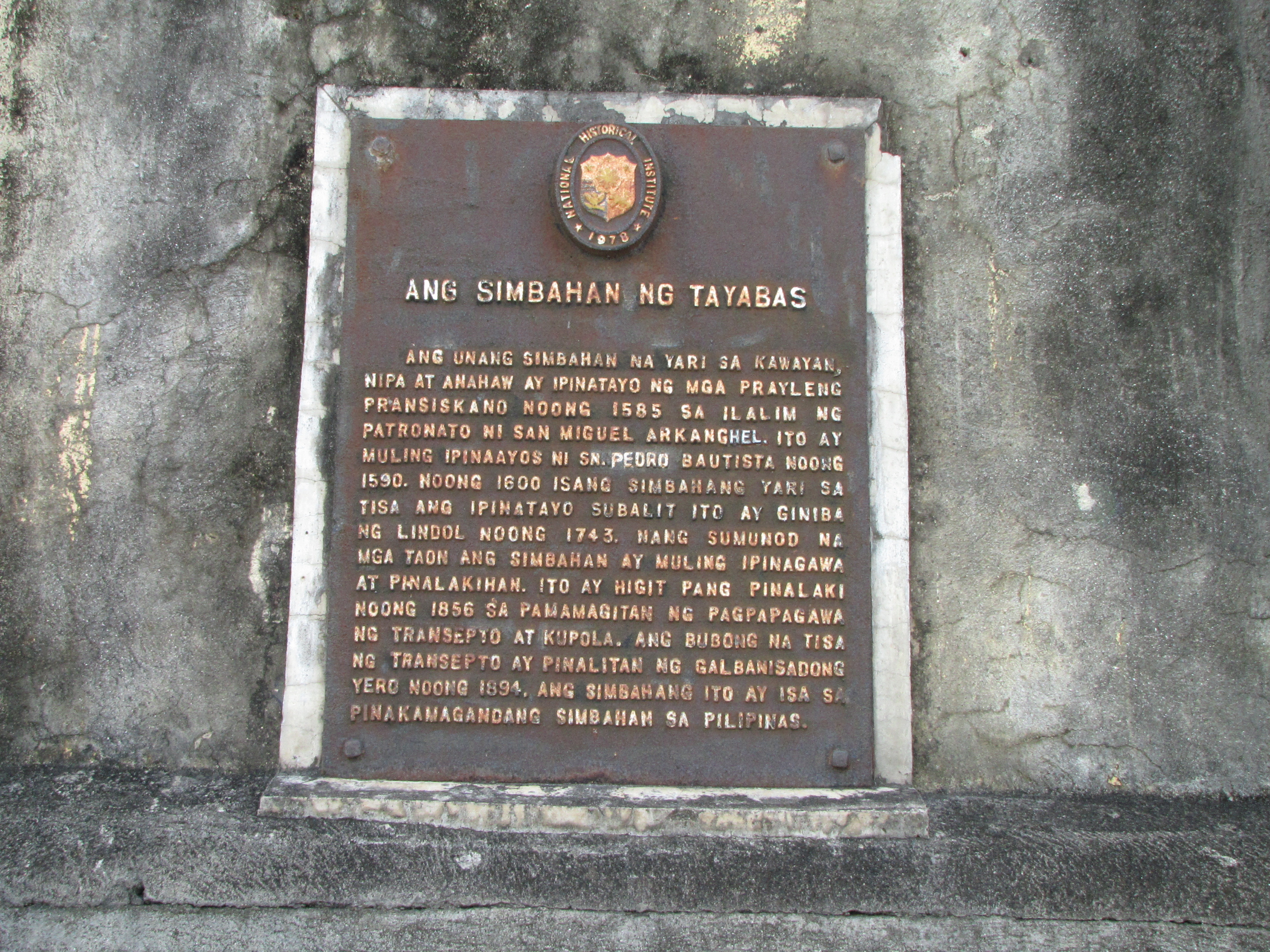
Metallplakette mit der wichtigsten Daten des Kirchgebäudes